# Likovna kolonija Husino
Likovna kolonija Husino je umjetnička manifestacija na Husinu.
Prvi put održala se 2015. godine. Održava se jednom godišnje. Vrijeme održavanja je uoči blagdana Male Gospe, zaštitnice Župe Husina, kod Gospine kapele, u okružju starih lipa. Cilj likovne kolonije je stvaranje likovnih djela, međusobno druženje, razmjena iskustava i želja da se slikama i umjetničkim djelima oplemeni prostor župne dvorane. Na likovnoj koloniji do danas sudjelovali su slikari iz tuzlanskog kraja, cijele BiH i Hrvatske i Srbije. Brojna nastala djela našla su mjesto u fundusu župe Husino. Od 2017. godine Međunarodna likovna kolonija Husino osim slikara okuplja i kipare.

## Vanjske poveznice
- Youtube Korisnik Branislav Pavičić, Likovna kolonija Husino
- Facebook - Župa Husino Objava Izlozba slika - I. likovna kolonija "Husino 2015." 20. prosinca 2015.
- Facebook - Župa Husino I. likovna kolonija Husino 2015.
- Facebook - Župa Husino III. likovna kolonija "Husino 2017" 3. rujna 2017.